# Cratere Adams (Luna)
Adams è un cratere lunare di 63,27 km situato nella parte sud-orientale della faccia visibile della Luna, poco a sudest dei crateri Hase e Petavius e a nordest del cratere Furnerius.
La parete di Adams è relativamente regolare, nonostante sia parzialmente butterata da piccoli crateri minori. La sua parte meridionale è interessata da una piccola protrusione. Il letto del cratere non presenta formazioni geologiche di rilievo.
A sudest del cratere Adams si trova un sistema di fenditure nel terreno noto come Rimae Hase, la maggiore delle quali si dirige a sudest.
Il cratere è dedicato all'astronomo britannico John Couch Adams e agli astronomi statunitensi Charles Hitchcock Adams e Walter Sydney Adams.

## Crateri correlati
Alcuni crateri minori situati in prossimità di Adams sono convenzionalmente identificati, sulle mappe lunari, attraverso una lettera associata al nome.
| Adams | Coordinate            | Diametro (in km) |
| ----- | --------------------- | ---------------- |
| B     | 31°32′24″S 65°42′00″E | 31,33            |
| C     | 32°21′00″S 65°32′24″E | 11,12            |
| D     | 32°24′36″S 71°27′00″E | 46,26            |
| M     | 34°43′48″S 69°19′48″E | 25,23            |
| P     | 35°09′00″S 70°54′36″E | 25,43            |